# Greatest Hits (Kylie Minogue-album, 1992)
A Greatest Hits Kylie Minogue ausztrál énekesnő első nagy válogatásalbuma, mely 1992-ben jelent meg. Az albumon 19 kislemezt tartalmaz az első négy lemezéről a Kylie-ról, az Enjoy Yourself-ről, a Rhythm of Love-ról és a Let’s Get to It-ról illetve három olyan dalt, mely erre az albumra készült. Az album számos dalának a Stock Aitken Waterman csapat volt a szerzője és producere és ennek a lemeznek a kiadása jelentette a velük való közös munkakapcsolat végét. Az album az eddig megjelent összes kislemezt tartalmazta, köztük a „Turn It into Love”-ot is, mely csak Japánban volt kislemezként kiadva első lemezéről 1988-ban.

## Háttér és kidolgozás
A lemez két új kislemezt tartalmazott, a „What Kind of Fool (Heard All That Before)”-t és a Kool & the Gang 1980-as slágerének, „Celebration”-nek a feldolgozását. Ausztráliában a lemez egy teljesen más borítóval jelent meg egy limitált digi-pack formátumban. Emellett Ausztráliában korlátozott példányban kiadták az albumot egy olyan verzióban, amelyhez bónuszként egy remixalbumot is csomagoltak, mely a Kylie’s Non-Stop History 50+1 címet kapta az eredeti lemez mellett, mely ebben a kiadásban az eredeti lemez borítóját kapta meg és 1998-ban jelent meg.

## Kislemezek
A lemez első kislemeze, a „What Kind of Fool (Heard All That Before)”, 1992 augusztusában jelent meg, mely a brit kislemezlista 14. helyén landolt. A kislemez B-oldalán a rajongók kedvence, a „Things Can Only Get Better” található. A második kislemez a Kool & the Gang slágerének, a „Celebration”-nek a feldolgozása lett, mely 1992 novemberében lett kiadva, mely a 20. helyet érte el a brit kislemezlistán. Ez volt Minogue utolsó kislemeze a PWL kiadónál.

## Kereskedelmi fogadtatás
A Greatest Hits az első helyet szerezte meg a brit albumlistán, mellyel ez lett Minogue harmadik olyan lemeze, melynek sikerült ezt a pozicíót megszereznie az Egyesült Királyságban. Az album tizenegy hétig maradt a listán és később platinalemez lett több, mint 300 000 eladott példányszámának köszönhetően. Az album sikeres volt Ausztráliában is, ahol az ARIA lista harmadik fokáig jutott és tizenöt hétig maradt a listán. Később több, mint 70 000 eladott példányának köszönhetően platinalemez lett.

## Számlista
A dal összes dalának Mike Stock, Matt Aitken és Pete Waterman volt a szerzője és producere, kivéve, ahol ez fel lett tüntetve. Ezek az adatok a Greatest Hits-en található jegyzetekből származnak.
|     | Cím                                                 | Szerző(k)                                               | Producer(ek)               | Hossz |
| --- | --------------------------------------------------- | ------------------------------------------------------- | -------------------------- | ----- |
| 1.  | I Should Be So Lucky                                |                                                         |                            | 3:23  |
| 2.  | Got to Be Certain                                   |                                                         |                            | 3:20  |
| 3.  | The Loco-Motion                                     | Gerry Goffin, Carole King                               |                            | 3:14  |
| 4.  | Je Ne Sais Pas Pourquoi                             |                                                         |                            | 4:01  |
| 5.  | Especially for You (duett Jason Donovannal)         |                                                         |                            | 3:58  |
| 6.  | Turn It into Love                                   |                                                         |                            | 3:36  |
| 7.  | It’s No Secret                                      |                                                         |                            | 3:59  |
| 8.  | Hand on Your Heart                                  |                                                         |                            | 3:51  |
| 9.  | Wouldn’t Change a Thing                             |                                                         |                            | 3:14  |
| 10. | Never Too Late                                      |                                                         |                            | 3:23  |
| 11. | Tears on My Pillow                                  | Sylvester Bradford, Al Lewis                            |                            | 2:28  |
| 12. | Better the Devil You Know                           |                                                         |                            | 3:55  |
| 13. | Step Back in Time                                   |                                                         |                            | 3:05  |
| 14. | What Do I Have to Do                                |                                                         |                            | 3:44  |
| 15. | Shocked (DNA 7" Mix)                                | Mike Stock, Matt Aitken, Pete Waterman, Pauline Bennett | Stock Aitken Waterman, DNA | 3:10  |
| 16. | Word is Out                                         | Stock, Waterman                                         | Stock, Waterman            | 3:35  |
| 17. | If You Were with Me Now (duett Keith Washingtonnel) | Stock, Waterman, Minogue, Washington                    | Stock, Waterman            | 3:11  |
| 18. | Give Me Just a Little More Time                     | Edyth Wayne, Ronald Dunbar                              | Stock, Waterman            | 3:07  |
| 19. | Finer Feelings                                      | Stock, Waterman                                         | Stock, Waterman            | 3:53  |
| 20. | What Kind of Fool (Heard All That Before)           | Stock, Waterman, Minogue                                | Stock, Waterman            | 3:41  |
| 21. | Where in the World?                                 | Stock, Waterman, Minogue                                | Stock, Waterman            | 3:34  |
| 22. | Celebration                                         | Robert Bell, James Taylor                               | Phil Harding, Ian Curnow   | 3:57  |

## Helyezések
| Slágerlista (1992)                   | Legfelső helyezés |
| ------------------------------------ | ----------------- |
| Ausztrália (ARIA Charts)             | 3                 |
| Új Zéland (ARIA Charts)              | 3                 |
| Japán (Oricon)                       | 23                |
| Németország (Media Control Charts)   | 81                |
| Egyesült Királyság (UK Albums Chart) | 1                 |

## Minősítések és eladási adatok
| Ország                   | Minősítés    | Eladás   | Alapul        |
| ------------------------ | ------------ | -------- | ------------- |
| Ausztrália (ARIA)        | Platinalemez | 70 000+  | Szállításokon |
| Egyesült Királyság (BPI) | Platinalemez | 300 000+ | Szállításokon |

## Videóválogatás
A lemezzel egyidejűleg kiadtak egy videóválogatást, Greatest Video Hits címmel. Ezen a kiadványon az összes addig megjelent videó szerepelt, kivéve a „Made in Heaven” promóciós videója. Az ausztrál verziónak Greatest Hits lett a címe és ugyanazzal a borítóval jelent meg, mint az audiólemez ausztrál kiadása.
|     | Cím                                                 | Rendező(k)    | Hossz |
| --- | --------------------------------------------------- | ------------- | ----- |
| 1.  | I Should Be So Lucky                                | Chris Langman | 3:23  |
| 2.  | Got to Be Certain                                   | Langman       | 3:20  |
| 3.  | The Loco-Motion (7" Mix)                            | Langman       | 3:14  |
| 4.  | Je Ne Sais Pas Pourquoi                             | Langman       | 4:22  |
| 5.  | It’s No Secret                                      | Langman       | 4:43  |
| 6.  | Especially for You (duett Jason Donovannal)         | Langman       | 3:58  |
| 7.  | Hand on Your Heart                                  | Langman       | 3:49  |
| 8.  | Wouldn’t Change a Thing                             | Pete Cornish  | 3:14  |
| 9.  | Never Too Late                                      | Cornish       | 3:23  |
| 10. | Tears on My Pillow                                  | Cornish       | 2:28  |
| 11. | Better the Devil You Know                           | Paul Goldman  | 3:55  |
| 12. | Step Back in Time                                   | Nick Egan     | 3:05  |
| 13. | What Do I Have to Do (7" Mix)                       | Dave Hogan    | 3:44  |
| 14. | Shocked (DNA 7" Mix)                                | Hogan         | 3:10  |
| 15. | Word is Out                                         | James LeBon   | 3:35  |
| 16. | If You Were with Me Now (duett Keith Washingtonnel) | Greg Masuak   | 3:11  |
| 17. | Give Me Just a Little More Time                     | Masuak        | 3:07  |
| 18. | Finer Feelings (Brothers in Rhythm 7" Mix)          | Hogan         | 3:53  |
| 19. | What Kind of Fool (Heard All That Before)           | Masuak        | 3:41  |